# Zisterzienserinnenabtei Saint-Pantaléon (Saint-Dizier)
Die Zisterzienserinnenabtei Saint-Pantaléon (Saint-Dizier) war von 1227 bis 1751 ein Kloster der Zisterzienserinnen in Saint-Dizier, einer Gemeinde im Département Haute-Marne in Frankreich.

## Geschichte
Unweit des Klosters Trois-Fontaines stifteten Wilhelm II. von Dampierre und Margarete II. von Flandern 1227 das Kloster Notre-Dame de Saint-Dizier (lateinisch: Sancti Desiderii; später: Saint-Pantaléon, nach den dort aufbewahrten Reliquien des Heiligen Pantaleon). 1747 wurde das Kloster vom Bischof von Châlons, Claude-Antoine de Choiseul-Beaupré, wegen Überschuldung aufgelöst (juristisch endgültig wirksam 1751). Die Äbtissin wurde mittels Lettre de cachet interniert, wo sie 1749 starb. Die Nonnen wechselten in den Konvent der Abtei Saint-Jacques (in Vitry-en-Perthois). Nach der Auflösung aller Klöster durch die Französische Revolution im Jahre 1791 verbleiben heute nur wenige Reste (u. a. das Klosterportal) in einem Landwirtschaftsbetrieb, der den Namen „Ferme Saint-Pantaléon“ trägt.

### Handbuchliteratur
- Laurent Henri Cottineau: Répertoire topo-bibliographique des abbayes et prieurés. Bd. 2. Protat, Mâcon 1939–1970. Nachdruck: Brepols, Turnhout 1995. Spalte 2659 (s. v. Saint-Dizier).
- Bernard Peugniez: Le Guide Routier de l’Europe Cistercienne. Editions du Signe, Straßburg 2012, S. 140 : « Pantaléon (Saint-) » ; Index S. 1129 : « Dizier (St-) ou St-Pantaléon » ; Karte S. 116: „St-Pantaléon“.
- Gereon Christoph Maria Becking: Zisterzienserklöster in Europa. Kartensammlung, Lukas Verlag Berlin 2000, ISBN 3-931836-44-4, Blatt 63 B: St. Dizier; Index S. 108: St. Dizier.